# Крума, Кристине
Кристине Крума (латыш. Kristīne Krūma; 29 января 1974 года — 4 июля 2016 года, Латвия) — латвийский юрист, правовед, судья Конституционного суда Латвийской Республики.

## Биография
В 1996 году окончила юридический факультет Латвийского университета. В 2012 году получает степень доктора по международному праву в Институте имени Р. Валленберга юридического факультета Лундского университета. С 1995 по 2000 год работала в Министерстве Иностранных дел Латвийской Республики. С 2000 по 2006 год преподавала право Европейского союза и международное право на юридическом факультете Латвийского университета, и там же с 2005 по 2006 год руководила Кафедрой Европейского и международного права. С 1999 по 2012 год являлась лектором Рижской Высшей юридической школы, преподавая международное публичное право. С 23 мая 2007 года по 10 октября 2015 года судья Конституционного суда Латвийской Республики. С 2012 года назначена судьей ad hoc в Европейском Суде по правам человека и арбитром Суда по примирению и арбитражу ОБСЕ. С 2015 по 2016 год — проректор Рижской Высшей юридической школы, затем избрана ассоциированным профессором.
Является автором более 50 различных публикаций, посвящённых вопросам права Европейского союза и международного права.